# NGC 2476
NGC 2476 (другие обозначения — UGC 4106, MCG 7-17-3, ZWG 207.8, PGC 22260) — эллиптическая галактика (E) в созвездии Рыси. Открыта Эдуардом Стефаном в 1878 году.
Звёздная масса галактики составляет 6,32⋅1010 M⊙, абсолютная звёздная величина составляет −21,58m.
Этот объект входит в число перечисленных в оригинальной редакции «Нового общего каталога».
Галактика NGC 2476 входит в состав группы галактик NGC 2415. Помимо NGC 2476 в группу также входят NGC 2415, NGC 2444, NGC 2445, NGC 2493, NGC 2524, NGC 2528, UGC 3937 и UGC 3944.